# پرنده‌بال شهبانو الکساندرا
پرنده‌بال شهبانو الکساندرا (نام علمی: Ornithoptera alexandrae) از گونه‌های مربوط به تیره پرستودمان است. زیستگاه و پراکندگی این گونه در پاپوآ گینه نو می‌باشد. این پروانه بزرگ‌ترین پروانه جهان است.
این پروانگان که از جنوب آسیا تا استرالیا نیز پراکندگی دارند گونه‌ای بسیار نادر هستند که هم‌اکنون در خطر انقراض قرار گرفته‌اند.

## تاریخچه
این گونه در سال ۱۹۰۶ توسط آلبرت استوارت میک کشف گردید. او توسط والتر روتشیلد برای جمع‌آوری نمونه‌های تاریخ طبیعی از گینه نو استخدام شده بود. سال بعد روتشیلد این گونه را به افتخار الکساندرای دانمارک نامگذاری کرد. اگرچه اولین نمونه با کمک یک تفنگ کوچک گرفته شده بود، اما میک خیلی زود مراحل اولیه تولیدمثل آن‌ها را را کشف کرد و اولین نمونه‌ها را تولید کرد.
گرچه بیشتر حشره‌شناسان اکنون این گونه را در سردهٔ پرنده‌بال‌ها قرار می‌دهند، در گذشته آن را در سردهٔ دیگری که اکنون وجود ندارد قرار می‌دادند.

## ویژگی‌ها
- ماده :جنس مادهٔ پرنده‌بال شهبانو الکساندرا بزرگ‌تر از جنس نر و بال‌هایشان به‌طور مشخصی گردتر و گسترده‌تر است. پهنای بال این گونه در نوع ماده ممکن است به ۳۱ سانتی‌متر نیز برسد. پهنای بال ماده‌ها می‌تواند به ۲۵ سانتیمتر و کمی بیشتر هم برسد. طول بدن آن‌ها ۸ سانتیمتر و تودهٔ بدنشان بیش از ۱۲ گرم است که همهٔ این اندازه‌ها برای یک پروانه بزرگ محسوب می‌شود. ماده دارای بال‌های قهوه‌ای با علامت‌های سفید است که به شکل دو ردیف وی‌شکل مرتب شده‌اند. بال‌های پشتی به رنگ قهوه‌ای است با خطی زیر حاشیه مثلث‌هایی که در مرکز قرار گرفته‌اند. بدن کرم رنگ است و در سینهٔ قهوه‌ای بخش کوچکی از خز قرمز وجود دارد.
- نر: این گونه دودیسی جنسی دارد. بال‌ها دراز و نوکشان زاویه‌دار است.